# 蔡福安家族
蔡福安家族是台灣知名的金融家族之一，最早始於1957年，後來經過分家，主要又分為國泰蔡家與富邦蔡家，兩家都在台灣為重量級金融巨頭，各自有自己的事業版圖。國泰蔡家核心事業為國泰金控，現任集團主要領導人為蔡宏圖。富邦蔡家核心事業為富邦集團，現任集團主要領導人為蔡明忠與蔡明興兄弟。

## 家族歷史
蔡氏兄弟的父親蔡福安是出身苗栗竹南大厝里獅山村的佃農，母親甘盡早逝，夫妻育有5男3女。
國泰蔡家與富邦蔡家是由蔡氏兄弟（蔡萬春、蔡萬霖、蔡萬才、蔡萬得等人）一手建立起來，因為大哥蔡萬生早年去世，蔡萬春15歲時帶著弟弟到台北投靠大姨父陳芋。蔡萬春後來和蔡萬霖製造「丸莊醬油」及「丸萬米醋」，還賣菜賺錢，後來蔡家兄弟及林頂立等人成立國泰產物保險（後改為富邦產險）、國泰人壽、國泰建設。1957年，由蔡家二男蔡萬春擔任台北市第十信用合作社（台北十信）理事長開始。1962年時蔡萬春與蔡萬霖兄弟創立國泰人壽，之後不斷擴充事業版圖，1979年蔡萬春中風退休，國泰集團分家，二哥蔡萬春之子蔡辰男與蔡辰洲兄弟分得國泰信託集團、國泰人壽（後將國泰人壽與叔叔蔡萬霖交換獲得台北十信），三哥蔡萬霖分得台北十信與國泰建設（後以台北十信與姪子蔡辰男交換獲得國泰人壽），四弟蔡萬才執掌國泰產物保險。
二哥蔡萬春一系，蔡辰男與其弟蔡辰洲負責國泰信託集團與台北十信，1985年「十信案」，負責人蔡辰男與蔡辰洲被起訴，蔡辰男破產，負債上百億元新台幣，近年來逐步清償債務。而蔡辰洲於1987年因病獲得保外就醫，最後在判刑前夕，於1987年5月14日病故於國泰醫院。蔡萬春之三子蔡辰洋經營寒舍集團，五子蔡辰威與之共同經營。
三哥蔡萬霖一系，蔡萬霖以國泰人壽與國泰建設為骨幹成立國泰人壽集團，之後正式改名為霖園集團，並出任董事長。旗下核心企業為國泰金控，蔡萬霖於2004年逝世，事業由其子蔡政達、蔡宏圖、蔡鎮宇等兄弟各持股份、共同經營，目前集團主要由蔡宏圖領導掌管。
四弟蔡萬才一系，蔡萬才掌管的國泰產物保險，後改為富邦產物保險公司，之後不斷擴充成為富邦集團。旗下核心企業為富邦金控，目前由其子蔡明忠與蔡明興兄弟共同經營。

## 蔡氏家族成員
| 第一代                              | 核心事業 | 婚姻                                                                                       | 第二代 | 第三代 |                                     |                              |
| ----------------------------------- | --- | ------------------------------------------------------------------------------------------ | --- | --- | ----------------------------------- | ---------------------------- |
| 長男蔡萬生（早夭）                  | 無 | 無                                                                                         | 無 | 無 |                                     |                              |
| 次男蔡萬春（1916—1991）             | 臺北第十信用合作社、國泰百科文化事業股份有限公司（1979.01-1979.11.30）、國泰集團（1979年蔡萬春中風退休，國泰集團分家，掌管國泰信託、國泰人壽） | 大房余鳳嬌                                                                                 | 長子蔡辰男（1940—，妻陳保枝） 掌管國泰信託集團、台北十信（1979年國泰集團分家，原分得國泰人壽，後將國泰人壽與蔡萬霖交換獲得台北十信） | 獨子蔡孟成（妻林懿嬅，三女） |                                     |                              |
| 次男蔡萬春（1916—1991）             | 臺北第十信用合作社、國泰百科文化事業股份有限公司（1979.01-1979.11.30）、國泰集團（1979年蔡萬春中風退休，國泰集團分家，掌管國泰信託、國泰人壽） | 大房余鳳嬌                                                                                 | 長女蔡貴照(夫邱嘉雄) | 長子 |                                     |                              |
| 次男蔡萬春（1916—1991）             | 臺北第十信用合作社、國泰百科文化事業股份有限公司（1979.01-1979.11.30）、國泰集團（1979年蔡萬春中風退休，國泰集團分家，掌管國泰信託、國泰人壽） | 大房余鳳嬌                                                                                 | 長女蔡貴照(夫邱嘉雄) | 長女 |                                     |                              |
| 次男蔡萬春（1916—1991）             | 臺北第十信用合作社、國泰百科文化事業股份有限公司（1979.01-1979.11.30）、國泰集團（1979年蔡萬春中風退休，國泰集團分家，掌管國泰信託、國泰人壽） | 大房余鳳嬌                                                                                 | 長女蔡貴照(夫邱嘉雄) | 次子 |                                     |                              |
| 次男蔡萬春（1916—1991）             | 臺北第十信用合作社、國泰百科文化事業股份有限公司（1979.01-1979.11.30）、國泰集團（1979年蔡萬春中風退休，國泰集團分家，掌管國泰信託、國泰人壽） | 大房余鳳嬌                                                                                 | 次女蔡貴敏(夫, 林中寬), 競泰公司董事長                                                                                               | |                                     |                              |
| 次男蔡萬春（1916—1991）             | 臺北第十信用合作社、國泰百科文化事業股份有限公司（1979.01-1979.11.30）、國泰集團（1979年蔡萬春中風退休，國泰集團分家，掌管國泰信託、國泰人壽） | 大房余鳳嬌                                                                                 | 三女蔡貴清(夫, 董烱鑫) | |                                     |                              |
| 次男蔡萬春（1916—1991）             | 臺北第十信用合作社、國泰百科文化事業股份有限公司（1979.01-1979.11.30）、國泰集團（1979年蔡萬春中風退休，國泰集團分家，掌管國泰信託、國泰人壽） | 二房戴瑞穗（1924—2015）                                                                    | 次子蔡辰洲（1946.09.13—1987.05.14，妻陳藤枝） 掌管國泰信託集團、台北十信                                                             | 女兒蔡佳樺(王任生二子王尚卿媳婦) |                                     |                              |
| 次男蔡萬春（1916—1991）             | 臺北第十信用合作社、國泰百科文化事業股份有限公司（1979.01-1979.11.30）、國泰集團（1979年蔡萬春中風退休，國泰集團分家，掌管國泰信託、國泰人壽） | 二房戴瑞穗（1924—2015）                                                                    | 三子蔡辰洋（1949—2016.01.15），妻 - 林氏（第一任） - 王釧如（第二任） - 賴英里（第三任），經營寒舍集團                               | 林氏子女 - 長男蔡伯府Benny（1973）、妻黃閔暄，2004年結婚。次男蔡伯翰（1977），妻陳心怡，2007年結婚。女蔡佳棻 王釧如獨子 - 三男蔡伯璽Boris（1984） |                                     |                              |
| 次男蔡萬春（1916—1991）             | 臺北第十信用合作社、國泰百科文化事業股份有限公司（1979.01-1979.11.30）、國泰集團（1979年蔡萬春中風退休，國泰集團分家，掌管國泰信託、國泰人壽） | 二房戴瑞穗（1924—2015）                                                                    | 四子蔡辰鴻（1949—，妻張玉齡） | |                                     |                              |
| 次男蔡萬春（1916—1991）             | 臺北第十信用合作社、國泰百科文化事業股份有限公司（1979.01-1979.11.30）、國泰集團（1979年蔡萬春中風退休，國泰集團分家，掌管國泰信託、國泰人壽） | 二房戴瑞穗（1924—2015）                                                                    | 五子蔡辰威（1952—，妻黃碧珠）共同經營寒舍集團                                                                                        | 長女蔡佳萱（夫豐田啟介）、次女蔡佳葳 | 么女 蔡淑媛(夫陳國合)，經營日盛金控 | 長女陳品穎 (關穎) 次女陳姿穎 |
| 三男蔡萬霖（1924.11.10—2004.09.27） | 國泰集團（1979年國泰集團分家，原分得台北十信與國泰建設，後以台北十信與蔡辰男交換獲得國泰人壽） 後將國泰人壽集團更名改制為霖園集團              | 大房周寶琴~2014.01.26離世                                                                  | 長子蔡政達（妻王淑貞） 持股國泰金控                                                                                                  | 蔡宗諺（原名蔡宗良）、蔡宗男 |                                     |                              |
| 三男蔡萬霖（1924.11.10—2004.09.27） | 國泰集團（1979年國泰集團分家，原分得台北十信與國泰建設，後以台北十信與蔡辰男交換獲得國泰人壽） 後將國泰人壽集團更名改制為霖園集團              | 大房周寶琴~2014.01.26離世                                                                  | 次子蔡宏圖（1952.08.01—，妻黃麗姿） 掌管霖園集團、國泰金控                                                                           | 蔡宗翰（妻楊絢茹）、蔡宗憲（妻蘇于芳）、蔡宗成（妻陳意婷）                                                                                        |                                     |                              |
| 三男蔡萬霖（1924.11.10—2004.09.27） | 國泰集團（1979年國泰集團分家，原分得台北十信與國泰建設，後以台北十信與蔡辰男交換獲得國泰人壽） 後將國泰人壽集團更名改制為霖園集團              | 大房周寶琴~2014.01.26離世                                                                  | 三子蔡震宇（妻陳銀卿） 持股國泰金控                                                                                                  | 蔡佳玲、蔡佳雯、蔡靜婷 |                                     |                              |
| 三男蔡萬霖（1924.11.10—2004.09.27） | 國泰集團（1979年國泰集團分家，原分得台北十信與國泰建設，後以台北十信與蔡辰男交換獲得國泰人壽） 後將國泰人壽集團更名改制為霖園集團              | 大房周寶琴~2014.01.26離世                                                                  | 長女蔡貴惠，夫劉青川 | |                                     |                              |
| 三男蔡萬霖（1924.11.10—2004.09.27） | 國泰集團（1979年國泰集團分家，原分得台北十信與國泰建設，後以台北十信與蔡辰男交換獲得國泰人壽） 後將國泰人壽集團更名改制為霖園集團              | 大房周寶琴~2014.01.26離世                                                                  | 次女蔡貴如，夫李奕世（1946.01.02台南出生）                                                                                           | |                                     |                              |
| 三男蔡萬霖（1924.11.10—2004.09.27） | 國泰集團（1979年國泰集團分家，原分得台北十信與國泰建設，後以台北十信與蔡辰男交換獲得國泰人壽） 後將國泰人壽集團更名改制為霖園集團              | 二房蘇秀美                                                                                 | 四子蔡鎮球（妻林佳穎） | 獨女蔡佳璇 |                                     |                              |
| 三男蔡萬霖（1924.11.10—2004.09.27） | 國泰集團（1979年國泰集團分家，原分得台北十信與國泰建設，後以台北十信與蔡辰男交換獲得國泰人壽） 後將國泰人壽集團更名改制為霖園集團              | 二房蘇秀美                                                                                 | 三女蔡淑卿，夫林明燦 | |                                     |                              |
| 四男蔡萬才（1929—2014）             | 國泰集團（1979年國泰集團分家，獲得國泰產物保險） 後改為富邦產險，之後不斷擴充成為富邦集團                                                      | 楊湘薰                                                                                     | 長男蔡明忠（妻陳藹玲） 掌管富邦集團                                                                                                  | 蔡承穎、蔡承道、蔡承融、蔡承翰 |                                     |                              |
| 四男蔡萬才（1929—2014）             | 國泰集團（1979年國泰集團分家，獲得國泰產物保險） 後改為富邦產險，之後不斷擴充成為富邦集團                                                      | 楊湘薰                                                                                     | 次男蔡明興（1957—，妻翁美慧） 經營富邦集團                                                                                           | 蔡承儒（妻鄭舒秦，二子一女）、蔡承媛（夫周佳歐，一女）                                                                                            |                                     |                              |
| 四男蔡萬才（1929—2014）             | 國泰集團（1979年國泰集團分家，獲得國泰產物保險） 後改為富邦產險，之後不斷擴充成為富邦集團                                                      | 楊湘薰                                                                                     | 長女蔡明玟（夫許哲銘） 富邦慈善基金會執行長                                                                                          | 許樂理 |                                     |                              |
| 四男蔡萬才（1929—2014）             | 國泰集團（1979年國泰集團分家，獲得國泰產物保險） 後改為富邦產險，之後不斷擴充成為富邦集團                                                      | 楊湘薰                                                                                     | 幼女蔡明純 富邦慈善基金會執行長 | |                                     |                              |
| 五男蔡萬得（1932—2018）             | 國泰集團 | 陳彩蓮                                                                                     | 蔡志亮 蔡志陽 蔡志英 蔡志義 蔡志萍                                                                                                   | |                                     |                              |
| 長女蔡玉串                          | | 洪恭逢，建築商                                                                             | | |                                     |                              |
| 次女蔡玉蘭（—2008）                 | | 曹永裕，曾任十信（臺北市第十信用合作社）監事主席與國泰建設監察人，中央研究院院士曹永和二弟 | 長男曹昌祺（妻陳安慧，第16任台湾警备总司令部总司令兼台湾军管区司令部司令陳守山次女）                                                 | |                                     |                              |
| 次女蔡玉蘭（—2008）                 | 次男曹昌群 妻 | 曹永裕，曾任十信（臺北市第十信用合作社）監事主席與國泰建設監察人，中央研究院院士曹永和二弟 | | |                                     |                              |
| 次女蔡玉蘭（—2008）                 | 長女曹丽明 夫 | 曹永裕，曾任十信（臺北市第十信用合作社）監事主席與國泰建設監察人，中央研究院院士曹永和二弟 | | |                                     |                              |
| 次女蔡玉蘭（—2008）                 | 次女曹慧明 夫 | 曹永裕，曾任十信（臺北市第十信用合作社）監事主席與國泰建設監察人，中央研究院院士曹永和二弟 | | |                                     |                              |
| 三女蔡玉梅                          | | 周東寶，曾任國泰建設董事與國泰産險監察人                                                   | 三子 周資清 周資為 周資傑 | |                                     |                              |